# Richmond, Fredericksburg and Potomac Railroad

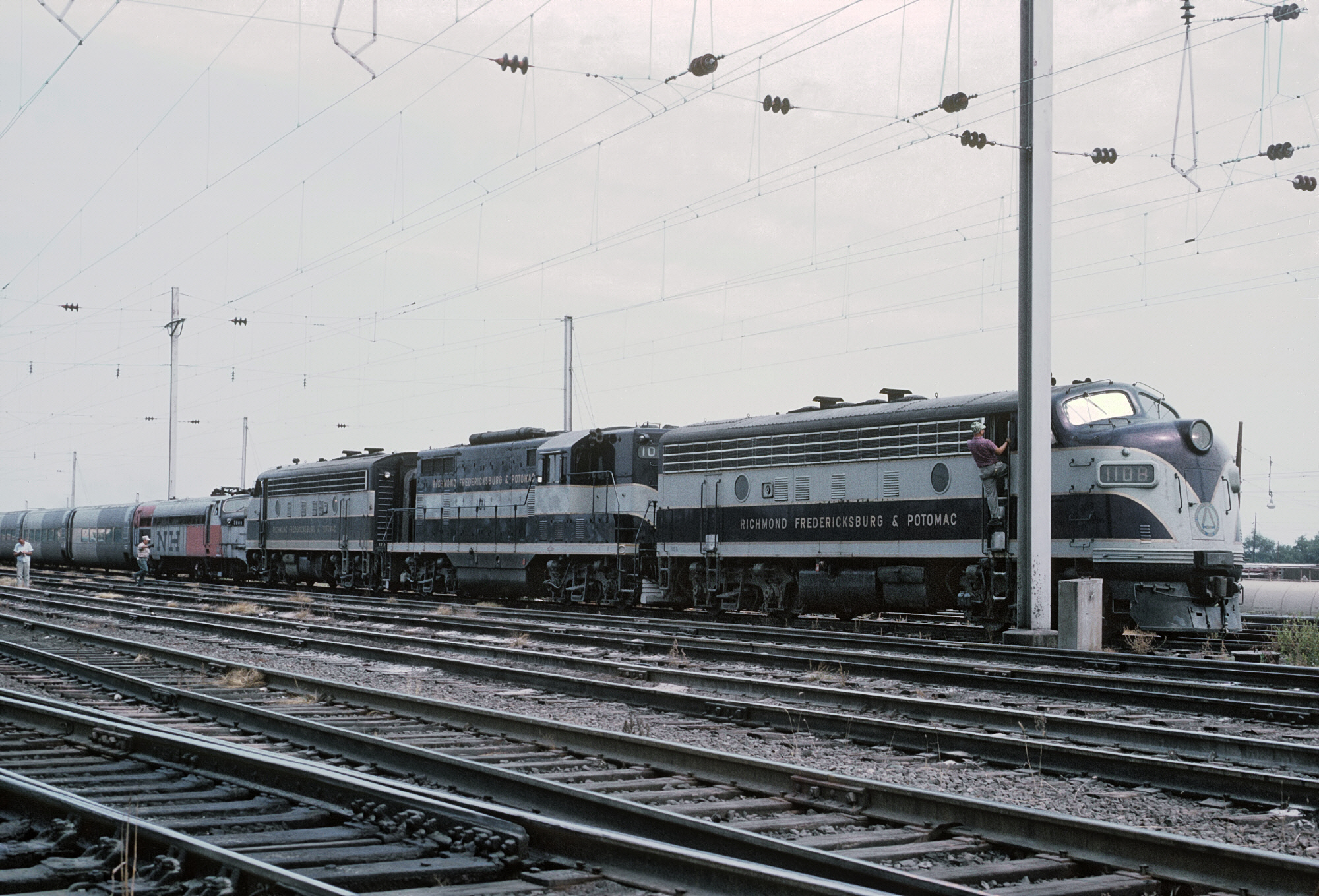
Lokomotiven der Richmond, Fredericksburg, and Potomac Railroad (1968)

Die Richmond, Fredericksburg and Potomac Railroad (kurz RFP oder RF&P) war eine US-amerikanische Eisenbahngesellschaft die Richmond, Virginia mit Washington, DC verband. An der Hauptstrecke liegen Alexandria, Quantico, Fredericksburg, Milford und Ashland. In Richmond ist die RFP mit der Atlantic Coast Line Railroad und der Seaboard Air Line Railroad verbunden, in Alexandria und an der Union Station in Washington, D.C. mit der Pennsylvania Railroad, der Baltimore and Ohio Railroad und der Southern Railway. Außerdem bestand in Potomac Yards ein Anschluss an die Washington and Old Dominion Railroad.
Die RF&P war eine sogenannte Bridge Line mit dem Slogan Linking North and South. Der Begriff Bridge Line bedeutet, dass der größte Anteil an Fracht zwischen anderen Eisenbahngesellschaften weitertransportiert und nicht direkt an der Strecke produziert oder abgenommen wurde.
Heute gehören die Strecken der ehemaligen RF&P der CSX Transportation und wird im Personenverkehr von Amtrak und Virginia Express Railway genutzt.

## Geschichte

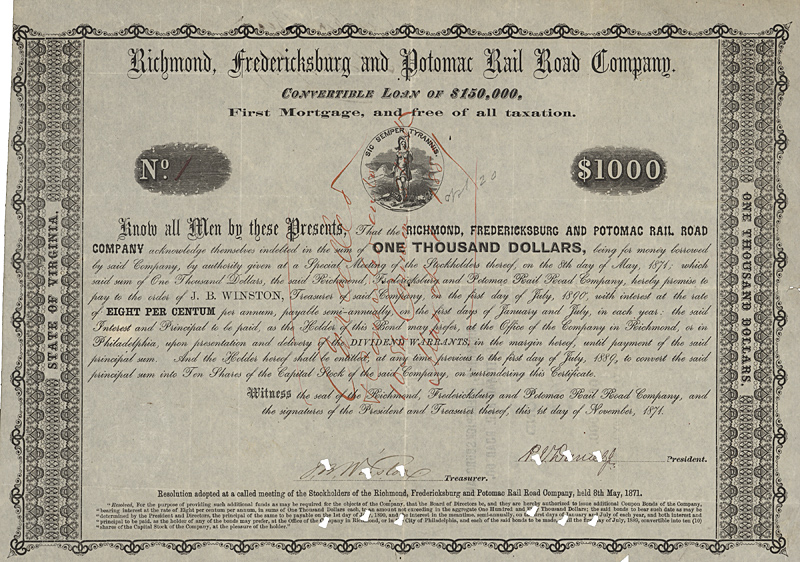
Convertible Bond über 1000 $ der Richmond, Fredericksburg & Potomac Railroad Company vom 1. November 1871

Im Jahr 1836 wurde das erste Teilstück der Richmond, Fredericksburg and Potomac Railroad zwischen Richmond und Hazel Run eröffnet. 1837 folgte der Streckenabschnitt nach Fredericksburg, und am 30. September 1842 wurde die Strecke an den Potomac River bei Aquia Creek fertiggestellt. Durch die Eröffnung einer Streckenerweiterung nach Norden, die bei Brooke nach Quantico abzweigte, wurde die alte Strecke nach Aquia Creek schon bald zur Nebenstrecke.
Am anderen Ende der Strecke eröffnete die Alexandria and Washington Railroad 1857 eine Strecke vom südlichen Ende der Long Bridge über den Potomac River nach Alexandria. Als diese Gesellschaft 1887 Bankrott ging, wurde sie noch im gleichen Jahr als Alexandria and Washington Railway als Tochterunternehmen der Pennsylvania Railroad (PRR) wiedereröffnet. Im Jahr 1873 stellte die Baltimore and Potomac Railroad mit ihrer Zweigstrecke über die Long Bridge eine Verbindung nach Washington, D.C. her, die auch von der A&W mitbenutzt wurde.
Die Alexandria and Fredericksburg Railroad, ebenfalls eine Tochtergesellschaft der PRR, stellte 1872 eine wichtige Verbindung von diesen Strecken in Alexandria nach Quantico her. Dort wurde sie durch die nur 2,7 Kilometer lange Potomac Railroad mit der RF&P verbunden. Zwischen 1877 und 1890 war diese kurze Strecke an die RF&P vermietet. Zwischenzeitlich von anderen Bahngesellschaften betrieben, wurde die Strecke von Washington nach Fredericksburg als Teil der Washington Southern Railway 1920 in die R&FP integriert.
1901 wurde die Richmond-Washington Company als Holding Gesellschaft gegründet, die damit Eigentümerin des gesamten Fuhrparks der beiden Eisenbahngesellschaften (RF&P und Washington Southern) wurde. An dieser Muttergesellschaft waren  gleichermaßen die Pennsylvania Railroad, die Baltimore and Ohio Railroad, die Atlantic Coast Line Railroad, die Southern Railway, die Seaboard Air Line Railroad und die Chesapeake and Ohio Railroad beteiligt. Aufgrund der diversen Fusionen waren schließlich die CSX mit 80 Prozent und Norfolk Southern Railway mit 20 Prozent alleinige Eigentümer der Gesellschaft. Im Jahr 1991 erwarb die CSX schließlich die Strecke der RF&P komplett. Das sonstige Grundstücksvermögen ging an den Staat Virginia.